# Ельбасан (область)
Ельбасан (алб. Qarku i Elbasanit) — область у центральній Албанії. Адміністративний центр — Ельбасан.
Населення — 295 827 осіб (2011), площа — 3199 км².
До 2000 року область Ельбасан поділялася на чотири округи: Ельбасан, Грамш, Лібражд і Пекіні. Після реформи місцевого самоврядування 2015 року до складу округу входять 7 муніципалітетів: Белш, Церрік, Ельбасан, Грамші, Лібражд, Пекіні та Преняс. До 2015 року він складався з 50 муніципалітетів.

## Адміністративний поділ
До складу області входять округи:
| Округ    | Адміністративний центр | Населення, осіб (2010) | Площа, км² | Муніципалітети |
| -------- | ---------------------- | ---------------------- | ---------- | --- |
| Ельбасан | Ельбасан               | 224 689                | 1372       | Belsh, Bradashesh, Cërrik, Elbasan, Fierzë, Funarë, Gjergjan, Gjinar, Gostimë, Gracen, Grekan, Kajan, Klos, Labinot-Fushë, Labinot-Mal, Mollas, Papër, Rrasë, Shalës, Shirgjan, Shushicë, Tregan, Zavalinë |
| Грамш    | Грамші                 | 24 230                 | 695        | Gramsh, Kodovjat, Kukur, Kushovë, Lënie, Pishaj, Poroçan, Skënderbegas, Sult, Tunjë |
| Лібражд  | Лібражд                | 63 192                 | 1023       | Hotolisht, Librazhd, Lunik, Orenjë, Polis, Përrenjas, Qendër, Qukës, Rrajcë, Steblevë, Stravaj |
| Пекіні   | Пекіні                 | 31 004                 | 109        | Gjoçaj, Karinë, Pajovë, Peqin, Përparim, Shezë |

Межує з областями:
- Дібер на півночі
- Корча на південному сході
- Берат на півдні
- Фієр на південному заході
- Тирана на північному заході